# Maurizio Sarri
Maurizio Sarri (Nàpols, 10 de gener de 1959) és un entrenador de futbol italià. Actualment és l'entrenador del S.S. Lazio.
Tot i que Sarri no va jugar al futbol professionalment, si que ho va fer en equips amateurs com a defensa central mentre treballava com a banquer. El 2005, va obtenir la seva primera feina a la Serie B amb el Pescara. El 2014, va guanyar la promoció d'ascens a la Serie A amb l'Empoli, i més tard va ser contractat pel Nàpols. Va guanyar diversos premis individuals mentre entrenava el Nàpols, i després d'acabar en segona posició la temporada 2017-18 va fitxar pel Chelsea FC.